# Frederik Johannes ten Hagen
Frederik Johannes (Frits) ten Hagen (Breda, 22 juni 1924 - Hoorn, 21 augustus 2006) was een Nederlandse kunstschilder en tekenaar.

## Biografie
Frits ten Hagen werd in 1924 geboren in Breda en woonde vervolgens in Den Haag en Amsterdam. Vanaf 1969 woonde en werkte hij in Hoorn.
Hij was de oudste in het gezin, na hem werden er twee zusjes geboren. Hierdoor kreeg hij minder aandacht dan wenselijk was waardoor hij als kind een sterk gevoel van verlaten-zijn ontwikkelde. Hij trok zich dan vaak terug al observerende wat er om hem heen gebeurde.
Om op te vallen moest hij goede prestaties leveren, zowel in zijn studie als in zijn liefhebberijen. Hij toonde onder andere ook belangstelling voor tekenen waarvoor hij op school goede cijfers kreeg. Dat hij hiermee de gewenste aandacht trok was een van de redenen om met tekenen en schilderen door te gaan.
In 1948 deed hij voor het eerst mee aan een tentoonstelling in de Ridderzaal in Den Haag t.g.v. het 50-jarig regeringsjubileum van Koningin Wilhelmina, waar hij de tweede prijs won. Dit was een aansporing om zich nog meer op het schilderen toe te leggen.
Er volgde een periode van lessen en veel zelfstudie, vooral van het werk van oude meesters.
Tot in het midden van de jaren '70 moest hij zijn schilderswerkzaamheden verrichten in zijn vrije tijd. Om in zijn onderhoud te voorzien runde hij (samen met zijn partner) een horecabedrijf. Dat vereiste veel arbeid en tijd, maar daar was in 1973 ook de eerste expositie van zijn werk.
Van 1974 tot 1984 was Ten Hagen als begeleider verbonden aan het Hoornse 'Tekengenootschap Debutade'. Van 1979 tot 1982 was hij ook lid van de Vereeniging Sint Lucas in Amsterdam.
In 1976 opende hij een galerie in het historisch pand 'In de Frachtwage'. Naast het werk van andere kunstenaars kon hier ook zijn eigen werk worden getoond en hier had hij eindelijk een eigen atelierruimte, waardoor hij zich helemaal kon wijden aan het schilderen.
Van 1987 tot 1998 had hij een galerie in de 'kunststraat' van Hoorn, de Schoolsteeg, waar niet alleen zijn werk, maar ook dat van andere kunstenaars tentoongesteld werd. Nadat hij deze wegens leeftijd en gezondheid moest sluiten was zijn werk te zien op kunstbeurzen in Alkmaar, Den Haag, Eindhoven, Arnhem en Breda.
In 2004 vond er een tentoonstelling plaats in het Westfries Museum ter gelegenheid van zijn 80e verjaardag.

## Werken
Ondanks alle kunststromingen om hem heen voelde Ten Hagen zich meer aangetrokken tot traditionele waarden en technieken. Hij vond dat het overboord zetten van deze traditionele waarden, wetten en technieken eerder heeft geleid tot meer chaos dan tot een betere wereld. Hoewel hij zich heeft laten inspireren door Carel Willink is Ten Hagen zijn eigen weg gegaan.
Zijn schilderijen kunnen qua stijl het beste vergeleken worden met Realisme of Hyperrealisme. Ze zijn echter geen 'kopie van de werkelijkheid', want voor de compositie kan de schilder (anders dan bij fotografie) de vlakverdeling aanpassen of een voorwerp weglaten, toevoegen of accentueren. Met zijn eigen inventiviteit en creativiteit schept hij dan zijn eigen realiteit.

### Aquarelleren
Over aquarelleren vertelde Frits ten Hagen: "Ik laat me bij het maken van aquarellen niet leiden door hedendaagse meningen, die soms slechts modieuze dwang zijn. Niemand kan mij voorschrijven dat een aquarel altijd transparant moet zijn. Met mijn werk bevestig ik het tegendeel maar al te graag."
Hij had een hekel aan onbeheerste uitvloeisels en opgedroogde randjes, vooral als ze niet functioneel zijn. Vaak gebruikte hij ook stevige kleuren, soms zelfs dekkende verf, waardoor ze een gouache lijken: "waardoor grotere contrasten mogelijk zijn."

### Landschappen
In het begin vervaardigde Frits ten Hagen zijn landschapsschilderijen in de vrije natuur. Dat vergde echter wel voortdurend aanpassingen: de belichting veranderde door de verplaatsende zon. Ook is de sfeer in de natuur 's ochtends anders dan in de middag. De latere schilderijen zijn dan ook in het atelier gemaakt aan de hand van vlugge schetsen en enig fotowerk.

### Stillevens
Vooral met het maken van stillevens heeft hij zich uit kunnen leven qua precisie en moeilijkheidsgraad. Met veel vakkennis schilderde hij stadsgezichten, stillevens en bloemenarrangementen, waarvoor hij bij vele oude meesters te rade is gegaan. Hij was bekend om de wijze waarop hij gedrapeerde stoffen, koper, tin, glas en marmer kon weergeven.

### Portretschilderijen
Een andere specialisme van Ten Hagen was het schilderen van portretten. Behalve het natuurgetrouw weergeven van de gezichten, haardracht en dergelijke zorgde hij ook dikwijls voor kleding welke moeilijk te schilderen is (draperieën, glanzende stoffen en weerkaatsing van licht). Hierdoor kon hij ook zijn technische vaardigheden laten zien.

### Portretminiaturen
Naast zijn andere schilderwerk heeft Frits ten Hagen zich ook beziggehouden met het schilderen van portretminiaturen. Hij heeft zich daarin zo bekwaamd, dat hij tot de bekendste Nederlandse miniatuurportrettisten gerekend kan worden. In 1976 besteedde het televisieprogramma Van Gewest tot Gewest hier aandacht aan en op 28 juli 1980 was hij in het Polygoonjournaal te zien.
Tot driemaal toe werden zijn inzendingen naar de uiterst exclusieve 'Royal Society of Miniature Painters' in Londen geaccepteerd voor haar jaarlijkse tentoonstelling in de "Mall-galeries" (in 1983, 1984 en 1985).
Een vorstelijke erkenning viel Ten Hagen te beurt toen er negen van zijn portretminiaturen in 1990 werden opgenomen in de collectie van het Koninklijk Huisarchief.
Het betrof hier portretten van prinses Beatrix en prins Claus, de koninginnen Juliana en Wilhelmina, prins Bernhard, koning (destijds kroonprins) Willem-Alexander (16 jaar), erfprins Willem (ook 16 jaar), koningin Sophie en prinses Louise.

## Collega kunstenaars
Ten Hagen schilderde niet alleen zelf, hij gaf ook les (o.a. aan Maria de Ruiter de Witt en Gerrit Grooteman).
Hij had ook vaak contact met Ine Veen en haar man Jean Thomassen.